# Ильескас, Мигель
Мигель Ильескас Кордоба (исп. Miguel Illescas Córdoba; 3 декабря 1965, Барселона) — испанский шахматист, гроссмейстер (1988).
В период с 1995 по 2010 гг. восемь раз становился чемпионом Испании.
В составе команды Испании участник 12-и Олимпиад (1986—1990, 1994—1998, 2002—2008, 2012—2014). На олимпиаде 2006 года, играя на третьей доске, выиграл «бронзу» в индивидуальном зачёте.
Лучшие результаты в международных турнирах: Медина-дель-Кампо (1985) — 1—2-е; Коста-дель-Соль (1986) — 2-е; Лас-Пальмас (1987, март — апрель; 1987, сентябрь — октябрь и 1988) — 1—2-е, 4-е и 3—5-е; Монпелье (1988) — 4-е; Линарес (1988) — 6—9-е; Мадрид (1988) — 1-е места.

## Изменения рейтинга
| Графики недоступны из-за технических проблем. См. информацию на Фабрикаторе и на mediawiki.org. |